# Angraecopsis gracillima
Angraecopsis gracillima es una orquídea epífita originaria del oeste de África tropical.

## Distribución y hábitat
Se encuentra en Kenia, Ruanda, Zaire, Uganda y Zambia en lo más cálido de los  bosques siempreverdes en las ramas cubiertas de musgo y en las pequeñas ramas en alturas de 1500 a 1850 m s. n. m.

## Descripción
Es una orquídea de tamaño pequeño, que prefiere clima cálido a fresco, es epífita con un tallo corto, erecto, colgante con 2 a 10 hojas, lineales y retorcidas, con el ápice bi-lobulado. Florece en una delgada inflorescencia, a menudo erecta, con 4 a 20 flores, un conjunto de 5 a 20 cm de largo, con las flores de 1.5 cm de largo y color blanquecino que aparecen en el tercio apical. La floración se produce en la primavera y el verano.

## Taxonomía
Angraecopsis gracillima fue descrita por (Rolfe) Summerh. y publicado en Bulletin of Miscellaneous Information Kew 1937: 465. 1937.
Etimología
Angraecopsis: nombre genérico que se refiere a su parecido con el género Angraecum.
gracillima: epíteto latino que significa "el más esbelto".
Sinonimia
- Mystacidium gracillimum Rolfe 1913[1][4][5]